# Kommunale Aufgabenstruktur
Die kommunale Aufgabenstruktur beschreibt die verschiedenen Arten von Aufgaben der Kommunen in Deutschland im Rahmen der kommunalen Selbstverwaltung. Hierbei ist zwischen eigenen (freiwilligen) und staatlichen (pflichtigen) Aufgaben zu unterscheiden. Bei eigenen Selbstverwaltungsaufgaben kann die Gemeinde frei entscheiden, ob und wie eine Aufgabe erledigt wird. Pflichtige Selbstverwaltungsaufgaben des Staates muss die Gemeinde entsprechend gesetzlicher Bestimmungen zwingend wahrnehmen, sie kann jedoch grundsätzlich selbst entscheiden, wie sie diese Verpflichtung gewährleistet. Das heißt, die Entscheidung über das "Ob" besitzt die Gemeinde bei Pflichtaufgaben nicht, allein über das "Wie" der Aufgabenwahrnehmung besteht teilweise ein Entscheidungsfreiraum.
In Deutschland haben sich zwei Grundtypen der kommunalen Aufgabenwahrnehmung herausgebildet: die dualistische (Bayern, Bremen, Mecklenburg-Vorpommern, Niedersachsen, Rheinland-Pfalz, dem Saarland, Sachsen-Anhalt und Thüringen) und die monistische (Brandenburg, Baden-Württemberg, Hessen, Nordrhein-Westfalen, Sachsen und Schleswig-Holstein) Aufgabenstruktur.

## Dualistische und monistische Aufgabenstruktur
Nach der dualistischen Betrachtungsweise gibt es staatsfreie und originär den Gemeinden zuzuordnende Aufgaben. Daneben treten von der Gemeinde wahrgenommene Aufgaben, die vom Staat übertragen worden sind. Da hier ein umfassendes staatliches Weisungsrecht besteht, liegt die Aufgabenzuordnung beim Staat.
| Dualistisches Aufgabenmodell | Dualistisches Aufgabenmodell | Dualistisches Aufgabenmodell                                                                                     |
| --- | --- | --- |
| Selbstverwaltungsaufgaben: eigener Wirkungskreis (v. a. Angelegenheiten der örtlichen Gemeinschaft), Kommunalaufsicht in der Regel Rechtsaufsicht | Selbstverwaltungsaufgaben: eigener Wirkungskreis (v. a. Angelegenheiten der örtlichen Gemeinschaft), Kommunalaufsicht in der Regel Rechtsaufsicht | Staatsaufgaben (in der Regel als Auftragsangelegenheiten): übertragener Wirkungskreis, in der Regel Fachaufsicht |
| freie Selbstverwaltungsaufgaben (ob + wie) | pflichtige Selbstverwaltungsaufgaben (wie) | Staatsaufgaben (in der Regel als Auftragsangelegenheiten): übertragener Wirkungskreis, in der Regel Fachaufsicht |

Entscheidung ob die Gemeinde die Aufgaben wahrnimmt (Entschließungsermessen) und Entscheidung wie die Aufgabe wahrgenommen wird (Auswahlermessen).
Die monistische Sichtweise sieht alle von der Gemeinde wahrgenommenen Aufgaben als kommunale Aufgaben an. Dementsprechend liegt auch bei Vorliegen umfassender staatlicher Weisungsrechte immer eine gemeindliche Aufgabenwahrnehmung vor.
| Monistisches Aufgabenmodell                                                                       | Monistisches Aufgabenmodell | Monistisches Aufgabenmodell                                                                          |
| ------------------------------------------------------------------------------------------------- | --------------------------- | --- |
| Öffentliche Aufgaben (Aufgabenerfüllung in der Regel durch die Gemeinde in eigener Verantwortung) |                             | |
| freie Aufgaben                                                                                    | Pflichtaufgaben             | Pflichtaufgaben zur Erfüllung nach Weisung Zwischenform; Ausgestaltung differiert je nach Bundesland |

Alle Gemeindeordnungen lassen sich dem monistischen oder dem dualistischen Modell zuordnen.

## Die kommunale Aufgabenstruktur im Einzelnen
Folgende Formen der Aufgabenwahrnehmung lassen sich zusammenfassen:

### Selbstverwaltungsaufgaben (SVA)
Selbstverwaltungsaufgaben, auch Selbstverwaltungsangelegenheiten, bedeuten, dass Gemeinden ihre eigenen Angelegenheiten „in eigener Verantwortung“ regeln können. Also ob (bei freiwilligen Selbstverwaltungsaufgaben), wann und wie (bei allen Aufgaben) Selbstverwaltungsangelegenheiten erledigt werden, ist Sache der Gemeinden und im Rahmen der Gesetze möglich. Die kommunalen SVA bilden den eigenen Wirkungskreis der Gemeinden. Bei den SVA unterscheidet man zwischen:

#### Pflichtige Selbstverwaltungsaufgaben
Zu pflichtigen Selbstverwaltungsaufgaben ist die Gemeinde gesetzlich verpflichtet (durch Bundes- oder Landesgesetz oder Rechtsverordnung). Sie kann aber selbst entscheiden, wie sie dieser Verpflichtung nachkommt – sie hat keine Entscheidung über das ob aber über das wie, also über die Art und Weise wie Aufgaben erfüllt werden sollen. Zu pflichtigen Selbstaufgaben zählen:
- Bauleitplanung
- Brandschutz, Feuerwehr
- Abwasserbeseitigung
- Abfallentsorgung
- Schulentwicklungsplanung
- Katastrophenschutz
- Anlage/Unterhalt von Kindergärten und Horten
- Schulträgerschaft
- öffentliche Kinder- und Jugendhilfe durch Jugendämter
- Friedhöfe
- Energie- und Wasserversorgung (in zahlreichen, aber nicht allen Bundesländern, z. B. in Baden-Württemberg)

Diese Regelung existiert in allen Bundesländern. Die Kommune trägt dabei die finanzielle Verantwortung. Die Rechtsgrundlage bildet in der Regel die Landesverfassung (zum Beispiel Art. 78 Abs. 3 Landesverfassung NRW in Verbindung mit § 3 Abs. 1 Gemeindeordnung: „den Gemeinden können durch Gesetz Pflichtaufgaben auferlegt werden“).

#### Freiwillige Selbstverwaltungsaufgaben
Zu den freiwilligen Selbstverwaltungsaufgaben ist die Gemeinde nicht verpflichtet – ihr ist die freie Entscheidung über das Ob und Wie möglich. Zu den freiwilligen Aufgaben zählen:
- Die Sorge um das wirtschaftliche Wohl der Einwohner:

1. Märkte und Messen
2. Gewerbeansiedlung
3. Verkehrswege
4. ÖPNV[4]

- Kulturelles:

1. Musik- und Volkshochschulen
2. Bibliotheken
3. Museen
4. Theater
5. Sportstätten

- Soziales und Gesundheit:

1. Armenfürsorge
2. Altenpflege
3. Krankenhäuser (zum Beispiel in Mecklenburg-Vorpommern ist die Sicherung der Krankenhausversorgung allerdings eine pflichtige Selbstverwaltungsaufgabe der Kreise und kreisfreien Städte)
4. Suchtberatung

Diese Regelung existiert in allen Bundesländern. Die freiwilligen Selbstverwaltungsaufgaben gehören zum eigenen Wirkungskreis der Gemeinden. Es gibt keine staatlichen Rechtsvorschriften oder Weisungen. Gemeinden entscheiden stattdessen eigenständig über solche Aufgaben. Die finanzielle Verantwortung liegt bei der Kommune. Der Umfang der freiwilligen SVA richtet sich nach der Leistungsfähigkeit der Gemeinden. Freiwillige SVA können in der Praxis auch von den Kreisen übernommen werden, wenn die Gemeinde nicht leistungsfähig ist.
Die Rechtsgrundlage bilden Artikel 28 Abs. 2 GG in Verbindung mit den entsprechenden Regelungen der Landesverfassungen (zum Beispiel Art. 78 LV NRW; Art. 69 & 71 LV BaWü).

### Übertragene Aufgaben
Die Aufgabe wird dem Bund bzw. dem Bundesland zugeordnet, die Aufgabenwahrnehmung liegt bei den Kommunen – keine eigene Entscheidungskompetenz
- Beispiel: Ordnungsverwaltung, Bauaufsicht
- Regelung: Bayern, Brandenburg, Mecklenburg-Vorpommern, Niedersachsen, Rheinland-Pfalz, Saarland, Sachsen-Anhalt, Thüringen – diese Bundesländer folgen dem dualistischen Modell.

### Pflichtaufgaben zur Erfüllung nach Weisung
Die Aufgabe wird der Gemeinde zugeordnet und auch von ihr wahrgenommen; die staatliche Ebene behält sich durch Gesetz ein Weisungsrecht durch eine staatliche Sonderaufsicht vor – die Gemeinde übt die Aufgabe aus, kann aber über das ob und das wie nicht selbst entscheiden.
- Beispiel: Ordnungsverwaltung, Bauaufsicht
- Regelung: Baden-Württemberg, Brandenburg, Hessen, Nordrhein-Westfalen, Sachsen – diese Länder folgen dem monistischen Modell (Doppelnennungen: Es gibt übertragene Aufgaben und Pflichtaufgaben zur Erfüllung nach Weisung).
- Die Kommune trägt hier ebenfalls die finanzielle Verantwortung; sie erhält aber für Kosten, welche den Haushalt überschreiten, einen Pauschalbetrag als Ausgleich.

Die rechtliche Einordnung der „Pflichtaufgaben zur Erfüllung nach Weisung“ ist umstritten. Diese werden als übertragene Aufgabe im neuen Gewand, als Mittelding oder als Selbstverwaltungsaufgabe eingestuft. Für die letzte Sicht spricht, dass den Kommunen die Aufgabe zugeordnet und von diesen wahrgenommen wird und sich der Staat ein ausdrückliches Weisungsrecht gesetzlich vorbehält.

## Auftragsangelegenheiten
Aufgabenzuordnung und Aufgabenwahrnehmung liegt beim Staat. Dieser bedient sich der Kommunen lediglich zur Erledigung der Aufgabe.
- Regelung: Brandenburg, Hessen,[7] Rheinland-Pfalz, Saarland

Sonderfall ist die Bundesauftragsverwaltung nach Art. 85 GG, wonach durch Bundesgesetz die Kommunen ausnahmsweise zum Vollzug im Auftrag des Bundes verpflichtet werden können (Auftragsverwaltung). Die Bundesauftragsverwaltung durchbricht als Ausnahme die Gemeindeordnungen, die sich für das monistische Aufgabenmodell entschieden haben.
Politisch umstritten ist die Frage, inwieweit die staatliche Ebene bei der Übertragung von Aufgaben auf die Kommunen eine volle bzw. anteilige Finanzierung sicherstellen muss (vgl. Konnexitätsprinzip).
Beispiele: Durchführung Bundestagswahl, Zivilschutz, BAföG.
- Der Staat übernimmt die finanzielle Verantwortung, die Kommune fungiert hier lediglich als staatliche Unterbehörde,
- Auftragsangelegenheiten sind zum Beispiel: Bauaufsicht, Natur- und Zivilschutz.